# Sonde radicalaire

Structure de la sonde TEMPO.

Une sonde radicalaire, aussi appelée marqueur de spin, est un radical, c'est-à-dire une molécule à nombre impair d'électrons, l'électron célibataire étant souvent porté par un atome d'azote. Elle porte également un groupe fonctionnel qui lui permet de se lier à d'autres molécules. Ces sondes sont principalement utilisées pour « marquer » un système non paramagnétique pour une analyse par résonance paramagnétique électronique, en particulier elles sont utilisées en biologie cellulaire pour l'étude des biopolymères, des protéines ou encore des membranes biologiques. Leurs spectres RPE permet en effet de caractériser les propriétés dynamiques et structurales du système biologique.
Le rôle d'une sonde radicalaire peut être assimilé au rôle des isotopes en spectroscopie RMN. Ceux-ci substituent un atome n'ayant pas de spin nucléaire, donc inactifs, par un isotope de spin non nul, actif en RMN. Les sondes radicalaires sont utiles pour étudier l'environnement chimique d'un atome lorsque le remplacement par un isotope est impossible.

## Exemples

Structure de la sonde 4-amino-4-hydroxycarbonyl-2,2,6,6-tétraméthylpipéridine-1-oxyle.

Structure de la sonde 4-hydroxy-2,2,6,6-tétraméthylpipéridine-1-oxyl.

### Sonde TEMPO
La sonde TEMPO, de son vrai nom 2,2,6,6-tétraméthylpipéridine-1-oxyl, est l'une des sondes les plus communes.

### Autres
- 4-amino-4-hydroxycarbonyl-2,2,6,6-tétraméthylpipéridine-1-oxyle : elle a été notamment utilisée pour étudier la cinétique et la thermodynamique de l'association entre deux polypeptides[2].
- 4-hydroxy-2,2,6,6-tétraméthylpipéridine-1-oxyl.

## Utilisations
Les sondes radicalaires sont utilisées principalement en biologie pour la caractérisation des propriétés dynamiques et structurales d'un biopolymère, par exemple. Certaines sondes radicalaires portant un groupe nitroxyle (appelées également nitroxyde*) ont servi à montrer la mobilité des lipides formant la bicouche lipidique des membranes cellulaires. Ceux-ci peuvent en effet bouger latéralement dans une couche ou même s'inverser et changer de couche. D'autres sondes ont été utilisées pour étudier la cinétique et la thermodynamique de l'association entre un polypeptide et une membrane cellulaire.
L'efficacité de la sonde est d'autant meilleure que l'élargissement des raies du spectre est grand. Comme pour tous les radicaux, leurs raies s'élargissent avec l'abaissement de la température.